# 안드레이 구룰료프
안드레이 빅토로비치 구룰료프 (러시아어: Андрей Викторович Гурулёв; 1967년 10월 16일 출생)는 러시아의 정치인이자 전직 육군 장교로, 현재 2021년 9월 21일부터 통합 러시아 파벌의 국가두마 의원이며, 2016년부터 2017년까지 러시아군 남부군관구 부사령관을 역임했다.

## 전기

### 군 경력
구룰료프는 1988년 모스크바 고등종합군사지휘학교를 졸업하고, 같은 해 7월 쿠이비셰프의 제469지구 훈련센터에서 무기 및 장비 훈련 소대장으로 현역 복무를 시작했다. 그는 1991년 6월 독일의 서부군 집단으로 전출되었고, 그의 부대는 1994년 사마라로 철수했다. 구룰료프는 1998년 7월 종합군사 아카데미에 입학하여, 1999년 제2차 체첸 전쟁에서 전투 경험을 쌓기 위해 파견되었다. 아카데미로 돌아와 2000년에 졸업하고 같은 해 6월 다우리야의 제122근위차량화소총사단 제382차량화소총연대 참모총장으로 임명되었다. 그는 2001년 6월 보르자의 제131근위차량화소총사단 제272차량화소총연대 참모총장으로 전출되었다. 구룰료프는 2002년 6월 이 연대의 지휘관이 되었고, 2003년 12월 야스나야에서 제131사단 참모총장으로 승진했다. 그는 2006년 3월 캬흐타의 제5근위 전차 사단 사령관으로 임명되었고, 2007년 소장으로 진급했다. 구룰료프는 2008년 6월까지 사단을 지휘한 후 합동군사참모대학교에 입학했으며, 2010년 졸업과 동시에 남부군관구 제58통합군 참모총장으로 임명되었고, 2012년 1월 같은 군의 사령관으로 임명되었다.

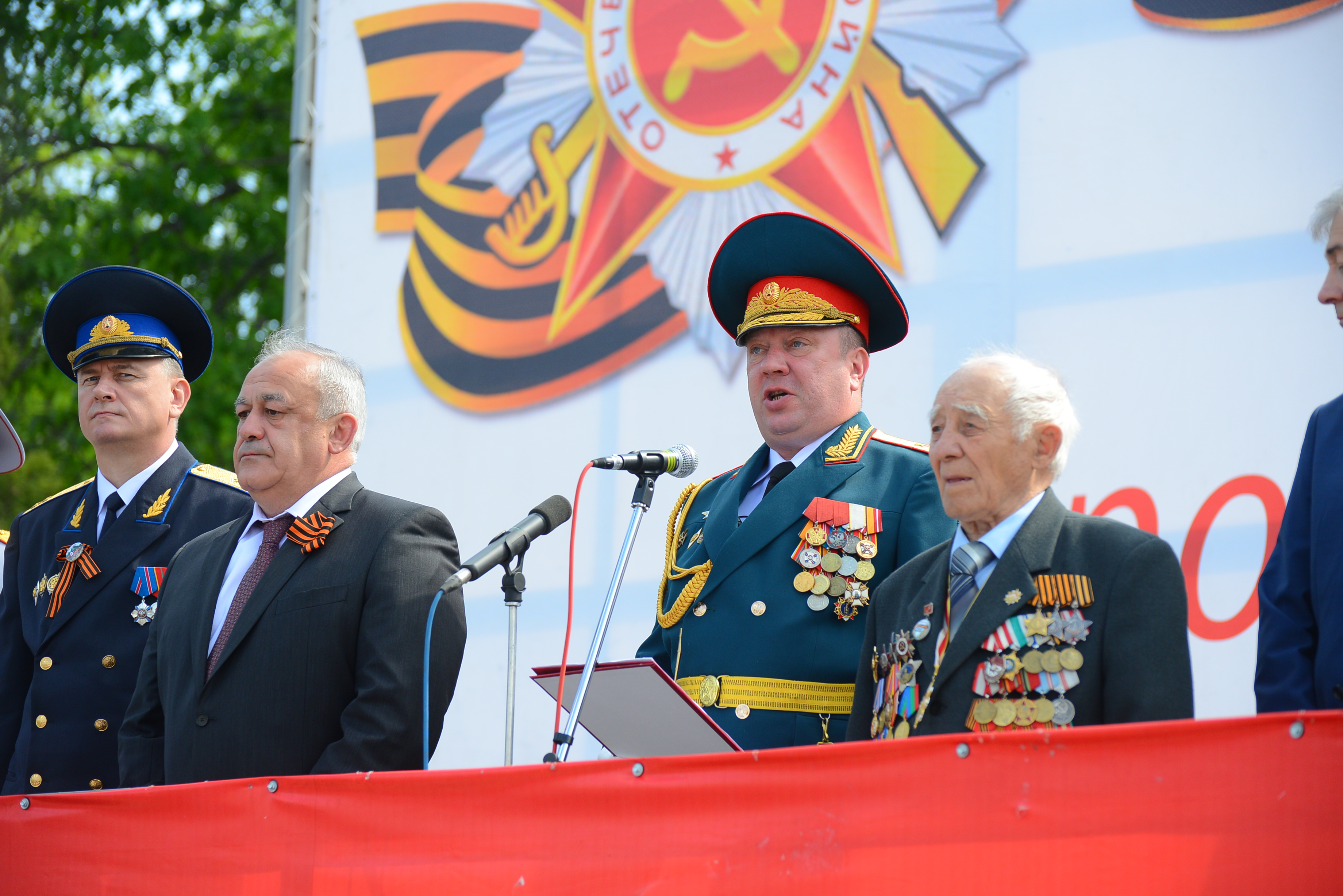
2013년 5월 9일 북오세티야-알라니야 공화국의 수도 블라디캅카스에서 제2차 세계 대전 참전 용사와 함께 있는 구룰료프

2013년 그는 명령을 위조하고 두 명의 징집병을 "노동 노예"로 만들었다는 권한 남용 혐의로 기소되었다. 이 혐의는 시효로 인해 2014년에 기각되었다. 이 계획의 목적은 니콜라이 페레스레긴 중장에게 하인을 제공하고, 입찰에 적극적으로 참여하고 정부 계약을 수주하는 페레스레긴의 딸 회사가 민간 노동 당국에 적절한 명분을 제공하는 것이었다고 한다.
2014년부터 2015년까지 구룰료프는 제12예비군 사령부를 책임졌으며, 제58군 휘하에서 루간스크 인민공화국과 도네츠크 인민공화국의 영토를 확장하는 활동을 했다.

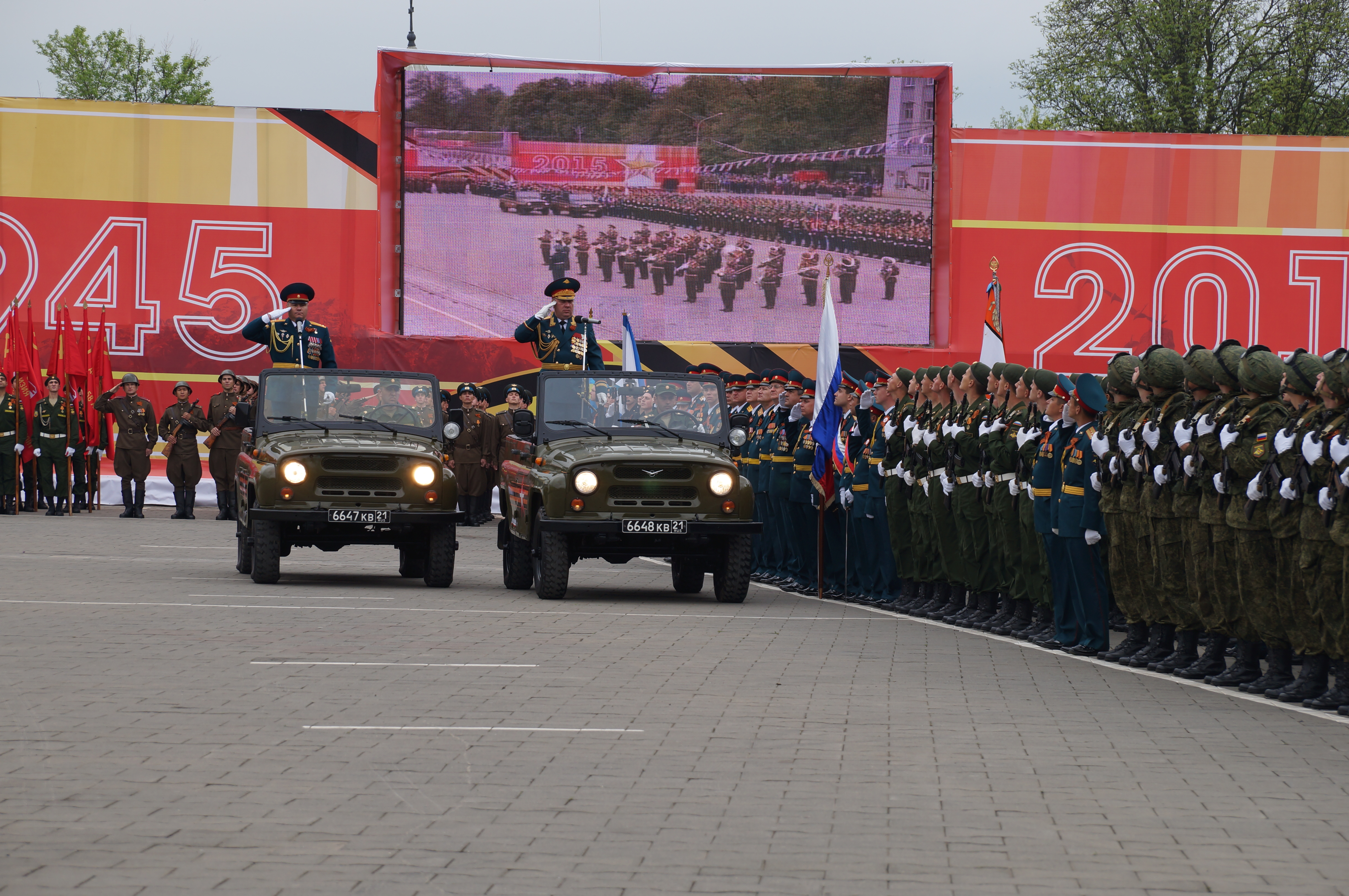
2015년 5월 9일의 구룰료프

2016년 8월부터 2019년 1월까지 구룰료프는 남부군관구 부사령관을 역임했으며, 시리아 내전의 러시아 군사 개입에 참여했다.

### 행정 및 정치 경력
2019년 그는 군 복무를 마치고 자바이칼 변경주 주지사 부지사로 임명되었다.
2021년 9월부터 그는 푸틴의 통합 러시아당 소속으로 제8대 국가두마 의원으로 활동하고 있다.
2022년 러시아의 우크라이나 침공 기간 동안 그는 세계 대전이 발발할 경우 러시아는 바르샤바, 파리 또는 베를린보다 런던을 먼저 폭격할 것임을 분명히 했다.
2022년 2월 28일 8시의 도청된 전화 통화에서 그는 다음과 같이 말하며 염원했다.
| “ | 그들을 불태워버려, 젠장, [우크라이나인들]을 불태워! 거기서 그들을 쫓아내면 – 집을 다 끝내고, 불태워버려! 그 빌어먹을 휴머니즘 따위는 뱉어버려! | ” |

2022년 8월 30일, 구룰료프는 "푸틴 정권이 영국 제도에 미사일 공격을 가하도록 독려"했으며, "그것이 영국 왕실의 종말이 될 것"이라고 말했다.
2022년 10월 2일, 그는 "위에서 아래로 내려오는 거짓말 시스템"에 대해 이야기하다가 갑자기 스카이프 연결이 끊겼다.
2022년 12월 18일, 그는 우크라이나에서 진행 중인 러시아 전쟁에서 협상에 의한 합의는 불가능하다고 주장했는데, 그 이유는 "그것은 생존을 위한 전쟁이고, 문명의 생존, 우리 러시아의 생존을 위한 전쟁이며, 단지 러시아뿐만 아니라 우리 주변 국가들의 생존을 위한 전쟁이기 때문"이라고 했다.
2023년 4월, 그는 푸틴 정권이 러시아 내부의 "인민의 적"에 대해 1930년대의 스탈린주의 테러를 재도입해야 한다는 생각을 내놓았다.
2023년 5월 26일, 그는 러시아가 미국 텍사스주를 공격할 필요는 없고, 대신 알래스카주에 집중해야 한다고 제안했다.
바그너 그룹의 반란에 대한 응답으로, 구룰료프는 다음과 같이 말했다. "나는 전시에는 반역자들을 제거해야 한다고 굳게 믿는다! 오늘날, 누가 무슨 말을 하든, 어떤 동화 같은 이야기를 하든, 예브게니 프리고진에게는 이마에 총알 한 발만이 유일한 구원이다."
2023년 7월, 구룰료프는 제58통합군을 지휘했던 이반 포포프 소장의 음성 메시지를 공개했다. 그 장군은 상관들에게 전선 상황을 설명한 후 해고당했다고 주장했다.
2023년 9월, 그는 텔레그램에 다음과 같이 썼다. "승리는 우리의 심각한 문제 하나, 즉 거짓말 때문에 우리와 떨어져 있다. 그렇다, 특별 군사 작전 초반보다는 거짓말이 줄었지만 여전히 존재한다. 거짓 보고는 불행히도 여러 단계에서 잘못된 결정으로 이어진다. 거짓말은 존재한다. 인정하고 싸워야 한다. 그렇지 않으면 재앙이 될 것이다."
2023년 10월, 공영 TV 채널 러시아 1에서 구룰료프는 블라디미르 푸틴의 정책에 동의하지 않는 모든 러시아 시민을 고립시키고 제거할 것을 촉구했다.
2024년 4월 6일, 그는 카자흐스탄이 우크라이나 다음으로 러시아의 공격 대상이 될 수 있다고 제안했다.
2024년 6월, 그는 러시아가 유럽으로의 에너지 공급을 방해하기 위해 네덜란드를 핵무기로 공격해야 한다고 제안했다.
2024년 8월, 우크라이나군은 러시아의 우크라이나 침공 중에 국경을 넘어 쿠르스크주로 진입했으며, 그 결과 주 일부가 우크라이나의 점령지가 되었다. 구룰료프는 러시아군이 쿠르스크주를 방어하지 못한 것을 비판했다. 8월 8일, 그는 TV 인터뷰에서 러시아군이 우크라이나의 쿠르스크 침공 계획을 한 달 전에 알고 있었지만, "위에서부터는 패닉에 빠지지 말고, 위에 있는 사람들이 더 잘 안다고 명령했다"고 말했다.

### 제재
구룰료프는 러시아-우크라이나 전쟁과 관련하여 2022년 영국 정부로부터 제재를 받았다.
구룰료프는 2022년 러시아의 우크라이나 침공에 대한 대응으로 2022년 3월 24일 미국 재무부가 제재한 국가두마 의원 중 한 명이다.

## 내용주
1. ↑  성씨는 구룰레프로도 표기된다.